# Glens Falls North
Glens Falls North è un census-designated place (CDP) degli Stati Uniti d'America, situato nello stato di New York, nella contea di Warren.